# Гиллис, Сара
Сара Гиллис (англ.  Gillis Sarah Levin, род.1994) — американский специалист аэрокосмической инженерии и астронавт. Ведущий инженер по космическим операциям компании SpaceX. Специалист полёта космической миссии Polaris Dawn, которая стартовала на корабле Crew Dragon 10 сентября 2024 года.

## Биография
Родилась в 1994 году в Пало-Алто, штат Калифорния. В июне 2012 года окончила среднюю школу в Боулдере, штат Колорадо. В 2016 году окончила Университет Колорадо и получила степень в области аэрокосмической инженерии.
С января 2015 года, ещё будучи студенткой университета, стажировалась в компании SpaceX, работала над тестированием внутренних помещений космического корабля Dragon с участием человека. С ноября 2020 года в качестве ведущего инженера по космическим операциям занималась разработкой учебных программ для конкретной миссии и организацией проведения тренировок для астронавтов НАСА и для коммерческих полётов на борту космического корабля «Crew Dragon». Принимала участие в обеспечение полетов по программам Demo-2, Crew-1 и Inspiration4. Работала оператором связи с экипажем во время других полетов по программе «Crew Dragon», а также отвечала за навигационное обеспечение во время полетов грузовых кораблей «Dragon».

### Космическая подготовка
14 февраля 2022 года объявлено о её назначении специалистом полёта в экипаж корабля «Crew Dragon», полёт которого по коммерческой программе Polaris Dawn планировался сначала на конец 2022 года, но затем несколько раз переносился.

## Полёт
10 сентября 2024 года в 12:23:49 МСК (09:23:49 UTC) стартовала на корабле Crew Dragon со стартовой площадки LC-39A Космического центра Кеннеди во Флориде в качестве специалиста полёта миссии Polaris Dawn. Сара Джиллис и Анна Менон прошли через части радиационного пояса Ван Аллена улетели дальше от Земли, чем любая женщина до них — на 1400 км. Джиллис в возрасте 30 лет стала самым молодым человеком, когда-либо участвовавшим в выходе в открытый космос. Также Сара стала первым человеком, сыгравшим на скрипке в космосе.

## Увлечения
В школе училась играть на классической скрипке, в университете занималась танцами. Увлекается турпоходами, скалолазанием, пешим туризмом.